# Boheemse kap

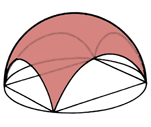
De cirkel van het gewelf valt buiten de muren van de ruimte

Een Boheemse kap of Boheems gewelf is een type gewelf dat bolvormig of ovaal van vorm is waarbij de hoekpunten doorlopen. Een Boheems gewelf overspant een vierkant of veelhoek, waarbij de bolcirkel buiten de hoeken en de ruimte valt.